# Merhotepré Ini
Merhotepré Ini (más néven I. Ini) az ókori egyiptomi XIII. dinasztia egyik uralkodója; talán Mernoferré Ay fia. A torinói királylista szerint rövid ideig, 2 év 3 vagy 4 hónap 9 napig uralkodott, az i. e. 17. században.

## Említései
Merhotepré Ini nevét említi egy ismeretlen lelőhelyen talált szkarabeusz (ma a Petrie Múzeum gyűjteményében) és egy edény fedele (ma a Los Angeles-i Megyei Múzeumban, M.80.203.225). A torinói királylistán Mernoferré Ay utódaként említik. Uralkodói neve, a Merhotepré szerepel egy talán Medinet el-Fajjúmból származó szkarabeuszon, a karnaki királylistán és egy abüdoszi sztélén (Egyiptomi Múzeum, CG 20044), bár lehetséges, hogy ezek nem rá, hanem Merhotepré Szobekhotepre utalnak.

## Helye a kronológiában
Merhotepré Ini pontos helye a XIII. dinasztia kronológiájában az előtte uralkodó királyokat övező bizonytalanságok miatt nem ismert. Darrell Baker a dinasztia 33. királyának tartja, Kim Ryholt a 34.-nek, Jürgen von Beckerath a 28a helyre teszi, de Baker szerint ez ingatag lábakon áll.

## Családja

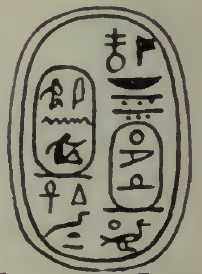
Petrie rajza Ini egyik szkarabeuszáról, amely ma a Petrie Múzeumban van

Annak ellenére, hogy csak rövid ideig uralkodott, említi a kairói jogi sztélé, amely egy későbbi uralkodó, I. Nebiriau első uralkodási évében készült, és egy kormányzói hivatal öröklődését, majd adásvételét rögzíti. A szöveg beszámol többek között arról, hogy Ayamerut, Aya vezír és Reditenesz hercegnő fiát Merhotepré Ini uralkodásának első évében nevezték ki El-Kab kormányzójává. Ennek oka az volt, hogy El-Kab kormányzója, ifjabb Aya – Aya vezír idősebbik fia, Ayameru bátyja – váratlanul, gyermektelenül meghalt. A szöveg említi a kormányzó, később vezír Ayameru fiát, Kebszit. A sztélé rögzíti, hogy Kebszi eladja a kormányzói hivatalt egy bizonyos Szobeknahtnak. (Ennek a Szobeknahtnak volt a fia II. Szobeknaht kormányzó, akinek számára a második átmeneti kor egyik legszebben díszített el-kabi sírja készült.) Ryholt a sztélé alapján feltételezi, hogy Merhotepré Ini elődjének, Mernoferré Aynak a fia volt feleségétől, Inenitől, Reditenesz pedig a testvére. A vezíri hivatal ebben az időben örökletes volt, átkerülése egyik családból a másikba fontos politikai döntésnek bizonyult. Ha Aya az uralkodó sógora volt, akkor vezírré kinevezésével ez a fontos pozíció a királyi családhoz került.

## Fordítás
- Ez a szócikk részben vagy egészben  a   Merhotepre Ini című angol Wikipédia-szócikk ezen változatának fordításán alapul.  Az eredeti cikk szerkesztőit annak laptörténete sorolja fel. Ez a jelzés csupán a megfogalmazás eredetét és a szerzői jogokat jelzi, nem szolgál a cikkben szereplő információk forrásmegjelöléseként.